# Szebényi Dániel
Szebényi Dániel (Dunaújváros, 1991. február 13.–) Artisjus- és Fongoram-díjas magyar előadó, producer és zeneszerző,  2006 óta több, mint 200 hangfelvételen hallhatóak dalai, játéka, hangja.

## Életrajza

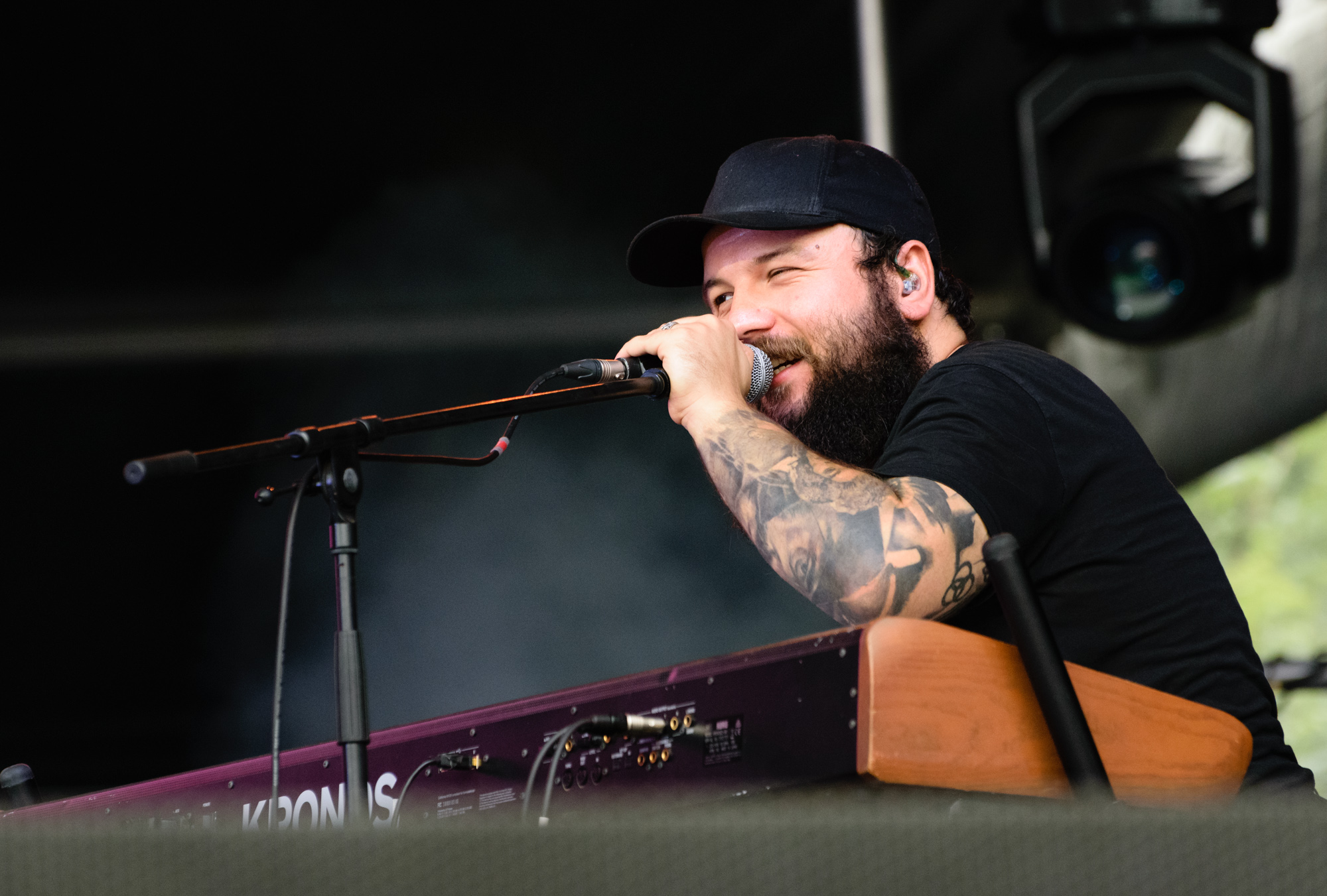
Szebényi Dániel az Ivan & The Parazol koncertjén, Budapesten, 2022-ben

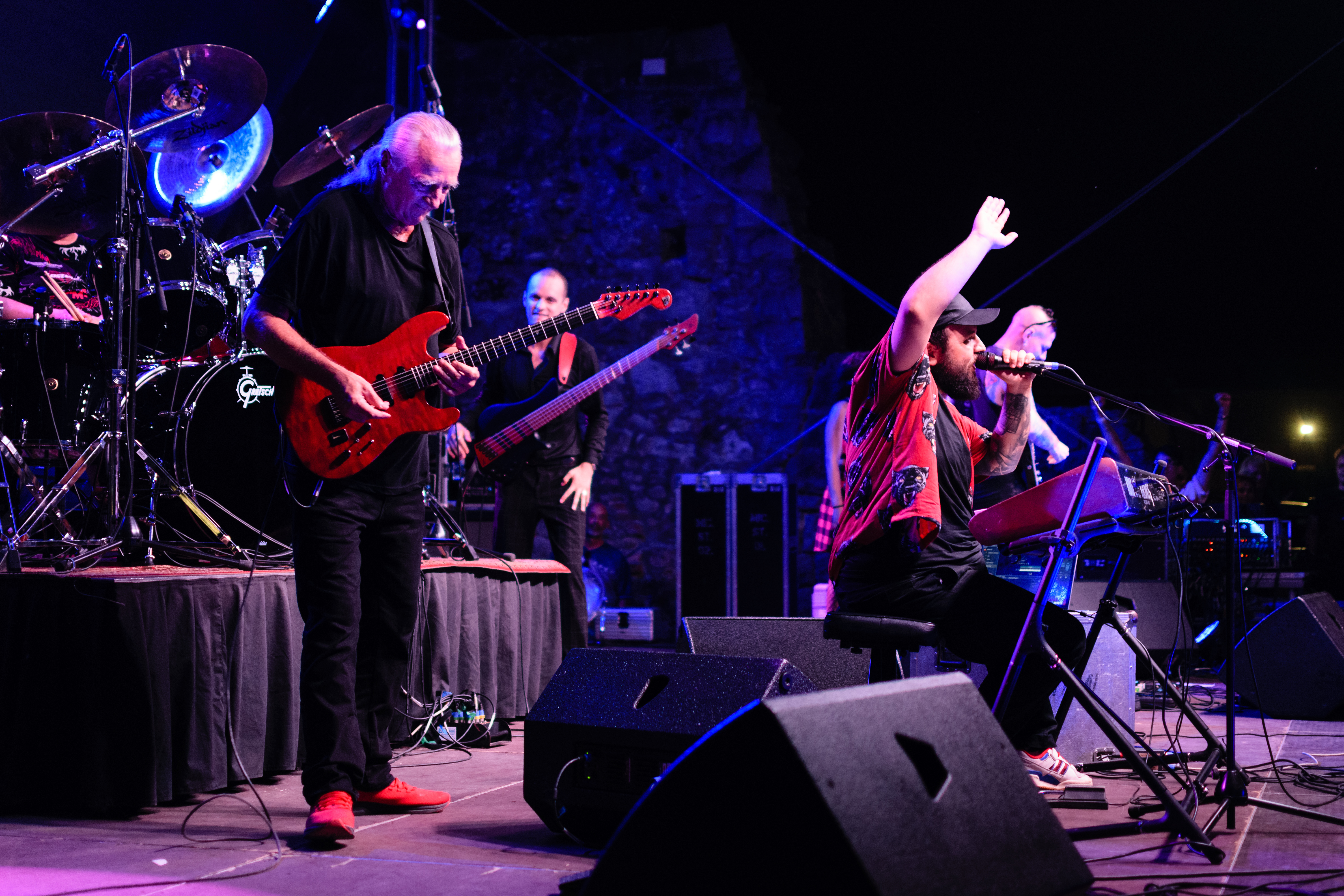
Szebényi Dániel (jobbra) a godfater. koncertjén, Visegrádon, 2023-ban

Budapesten nőtt fel. Édesanyja Szebényi Ildikó (1951. december – 2018. december 16.) költőnő, pedagógus. Zongorázni 4 éves korában kezdett. 6 éves korától zeneiskolába jár. Első kisebb szerzeményeit ebben az időszakban írta. Későbbiekben a Bartók Béla Zeneművészeti Szakközépiskola, majd a Liszt Ferenc Zeneművészeti Egyetem diákja. 15 éves korától koncertezik országon belül, és kívül. 2006-ban különdíjat, 2009-ben első helyezést ért el a salgótarjáni Országos orgonaversenyen.
Az LFZE diákévei alatt rengeteg produkcióban megfordul. Hosszú évekig tagja a budapesti underground kultzenekarának, a String Theorynak, csatlakozik a Leander Rising akusztik-turnéjához, több jazzformációval is körbejárja az országot, észak-amerikai turnén vesz részt és alapító tagja a Syrius Legacy zenekarnak. 2015-ben az Ocho Macho tagjaként a Sziget nagyszínpadán lép fel.
Barátságot köt Gotthárd Mihállyal, aki felkéri az akkor formálódó lemezének produceri munkálataira. Az Intellectual Brutality c. lemez végül 2016 novemberében jelenik meg, Dani több dalban is társszerző. A lemez nyomán Borlai Gergővel és Anton Davidyants-al megalapítják az Electric Shock zenekart, amivel rövidebb turnéra indulnak.
2017-ben csatlakozik Henrik Freischlader zenekarához, amivel több sikeres, Európa összes országát érintő turnén részt vesz, és olyan kultikus fesztiválok nagyszínpadán játszik, mint a Rapperswilli Blues n Jazz vagy a Gronau Jazz Festival.
Az év végén csatlakozik a Kowalsky meg a Vega zenekarhoz, ahonnan rengeteg sikeres dal, 3 többszörös platina nagylemez, 4 teltházas Papp László Sportaréna koncert, több 10 milliónyi stream után végül 2021 végén távozik.
2017-ben részt vesz a több mint 60 zenészt tömörítő Random Trip – Zenehíd nagylemez munkálataiban. A Delov Jávor által vezetett társulásban többek között együtt dolgozik Dés Lászlóval, Jónás Verával, Palya Beával, Kiss Tibivel.
2018-ban kezdi meg a közös munkát Téglás Zoltánnal. Intenzív alkotómunka, és egy európai turné után aláírják lemezszerződésüket az AFM német kiadóval, majd 2020-ban megjelenik a Santa Monica c. nagylemez. Az anyagon Dani együtt dolgozott a 22x Grammy-díjas Howie Weinberggel (Nirvana, Thirty Seconds to Mars, Soundgarden, Herbie Hancock, Dream Theater, Def Leppard, etc.), Frank Grynerel (Rob Zombie), Scott Humphrey-val (Mötley Crüe) és a Grammy-díjas Cameron Webbel (Motörhead).
2019-ben a legendás Tribal Tech zenekar basszusgitárosával, Gary Willis-szel, a katalán szaxofonfenoménnal, Lliberty Fortuny-val és Borlai Gergővel egy rövidebb turnéra indul.
2020-ban megjelenik a Csak Boldog c. Random Trip dal, melyet Bagossy Norbival, Lábas Vikivel, Tőrőcsik Kristóffal, Füstös Bálinttal, Pásztor Annával és Mező Misivel közösen ad elő.
2021-ben a Squid Game c. koreai sorozat filmzene felvételeiben vesz részt, az ő szólója hallható a Fly me to the Moon újragondolásában. Év végén Tátrai Tiborral megalapítják a godfater. zenekart, melyben társai még Gotthárd Mihály, Kéri Sámuel és Borlai Gergő. 2022-ben a godfater. zenekar bemutatkozó koncertje után rögzíti első lemezét, amely november 18-án jelenik meg, egy duplateltházas klubkoncert és egy teltházas Müpa koncert után. Az anyagon megtalálható Búcsúkeringő (Szebényi – Tátrai – Szepesi) és Álmok Háza (Szebényi – Gotthárd – Szepesi) mellett több, ikonikus dal is hallható. A lemez keverését is Szebényi és Borlai végezte el, a felvételek pedig utólagos javítás nélkül, 1 nap alatt, egyben játszva készültek el. A zenekar a megalakulásától kezdve kultzenekarrá válik,[forrás?] egy régi attitűdöt képviselve a modern korban.
Szintén 2022-ben turnéközreműködő lesz az Ivan & The Parazol zenekarban, amellyel végigjárja az ország fesztiváljait (Fishing on Orfű, Sziget, Volt, Sopronfeszt, Strand Fesztivál), majd 2023-ban, a zenekar Budapest Parkos koncertje után (amelyről egy mozifilm is készült) befejezik a közös munkát. Emellett részt vesz a Dalfutár 7. évadának forgatásában, ahol Veres Mónika, Dzsúdló, a Mike Gotthard Group és Závodi Gábor közreműködésével megalkotják a Sírás is Táncot. Mohini Dey elhívja zenekarába, később pedig lemezére, ahol olyan zenésztársai vannak, mint Ron Bumblefoot Thal (Guns N' Roses), Guthrie Govan, Simon Philips (Toto), Narada Michael Walden (Mahavisnu Orchestra).
2023-ban a Dal televíziós dalverseny döntőjébe jut Vigasztaló (Szebényi – Szepesi) c. szerzeményével, azon belül is bejut az első négybe. A godfater. zenekar teltházas koncertet ad az Akvárium Nagyhalljában, majd országos turnéra indul, aminek a zárása egy koncert a Budapest Parkban. Júniusban Gary Willis (Tribal Tech) szólólemezének felvételezési munkálataiban vesz részt Barcelonában. Visszatér a Dalfutárba, ahol egy különleges adás keretén belül létrejön a Multiverzék. (kzrm. Sisi, G.W.M., Goulasch, Heilig Tamás, Czirják Tamás)
Közreműködik Presser Gábor "még1+1" koncertjén és főpróbáján a Papp László Sportarénában, hatkezeseznek a Gyere Ki a Hegyoldalba c. LGT dal újragondolásában, életében először gitározik színpadon a BUMMM! – blokkban (Ő még csak 14, Mondd, mire van), énekel a De Jó Lenne és A Siker c. dalokban.
2024-ben debütált színházi zeneszerzőként. A győri Vaskakas Bábszínházban, Ecsedi Csenge rendezésével, február elején bemutatták A Tojásból Teremtett Leány című darabot.

## Diszkográfia(szelektált)

### Szebényi Dániel
- Money .Rae. feat. Mike Gotthard, Papesch Péter, Borlai Gergő (2021)
- Burger Joint on Oxnard Street feat. Gudics Martin, Borlai Gergő (2023)
- Vigasztaló (2023)
- BVDA feat. Hadrien Feraud, Borlai Gergő (2024)

### godfater.
- 0 (2022) – ének, billentyű, zeneszerző

### Ocean Hills
- Santa Monica (2020) – ének, billentyű, zeneszerző

### Mohini Dey
- Mohini Dey (2023) – billentyűs hangszerek

### Kowalsky Meg a Vega
- Árnyék és Fény (2019) – ének, billentyű, zeneszerző – 5x Platinalemez
- Esszencia (2020) – ének, billentyű, zeneszerző, producer – 2x Platinalemez
- Mint egy jel (2018) – ének, billentyű, zeneszerző
- Amire szültek (2018) – ének, billentyű, zeneszerző
- Tágas Vizeken (2019) – ének, billentyű, zeneszerző
- Remény (2019) – ének, billentyű, zeneszerző
- Rendíthetetlen (2019) – ének, billentyű, zeneszerző, producer
- Nem számít semmi más (2020) – ének, billentyű, zeneszerző, producer
- Tombold ki! (2020) – ének, billentyű
- Te vagy a levegőm (2021) – ének, billentyű
- Baraka (2021) – ének, billentyű, zeneszerző
- Eltéphetetlen (2022) – ének, billentyű, zeneszerző
- Béke (2023) feat. Szebényi Dani – ének, billentyű, zeneszerző
- Égigérő (2023) – ének, billentyű, zeneszerző

### Henrik Freischlader Band
- Who33 (2018) – ének, billentyűs hangszerek, hammond-orgona

### The Hellfreaks
- Old Tomorrows (2021) – billentyűs hangszerek
- Weeping Willow (2023) – billentyűs hangszerek, zeneszerző
- Pitch Black Sunset (2023) – billentyűs hangszerek, zeneszerző

### Ivan and the Parazol
- GTH (2022) – billentyűs hangszerek
- Mocskos Idők (2022) – billentyűs hangszerek
- Polarizmus (2022) – ének, billentyűs hangszerek

### Mike Gotthard
- Intellectual Brutality (2016) – billentyűs hangszerek, zeneszerző, producer
- 9 wheels (2021) – billentyűs hangszerek, zeneszerző, producer
- Out of this Planet (2022) – billentyűs hangszerek, zeneszerző, producer

### Random Trip
- Zenehíd (2017) – ének, billentyűs hangszerek, zeneszerző
- Benned a Fény (2018) – ének, billentyűs hangszerek, zeneszerző
- Csak Boldog (2020) – ének, billentyűs hangszerek, zeneszerző

### Dalfutár
- Sírás is Tánc (2022) feat. Veres Mónika, Závodi Gábor, Dzsúdló
- Multiverzék (2023) feat. Sisi, G.W.M., Goulasch, Heilig Tamás, Czirják Tamás

### Egyéb hangfelvételek
- Squid Game OST
- Konyha – 5
- Konyha – Tegnap éjjel
- Konyha – HazaHaza
- Konyha – Szabadság híd
- Punnany Massif – Fel Nem
- Bodor Máté – Oh Wow!
- Lukács Peta – Homo Imperfectus
- Dallos Bogi – Épp Most
- Dallos Bogi x Freddie – Csakazértis szerelem
- Freddie – Pioneers
- Leander szimfonik – Live at BMC
- Leander szimfonik – RAM Colosseum
- Muriel – Nincs Erő
- Strenght of Will – Blink of an Existence
- Kékkői Zalán – My world, My dream
- Kiss Zoltán – Zoltán Speaks
- Ocho Macho – Punk
- Ocho Macho – Dönts!
- Ocho Macho – International
- Ocho Macho – Ég egy világon
- String Theory – One and Only
- String Theory – Could lick you Lee
- Koszi Janka – Be Alone
- Gudics Twins – Sausage Boogie

## Közreműködései(szelektált)
- Presser Gábor: még1+1 koncert (2023) – ének, billentyűs hangszerek – Papp László Sportaréna
- Ivan and the Parazol (2022-2023) – ének, billentyűs hangszerek – FOO 2022, 2023, Budapest Park 2023
- the Gary Willis group (2019-) – billentyűs hangszerek
- Random Trip (2015-) – ének, billentyűs hangszerek
- Dalfutár (2022, 2023) – billentyűs hangszerek, producer
- Mohini Dey (2022-) – billentyűs hangszerek
- Muriel (2012) – ének, billentyűs hangszerek
- Leander Rising (2012) – zongora
- Leander Szimfonik (2019-) – zongora
- A Tojásból Teremtett Leány (2024) – zeneszerző – Vaskakas Bábszínház, Győr
- Bikini (2023) 40. jubileumi koncert – Papp László Sportaréna, Petőfi Akusztik Legendák – ének billentyűs hangszerek

## Egyéb közreműködései, munkái
Howie Weinberg, Cameron Webb, Ron 'Bumblefoot' Thal (Guns 'n Roses), Lliberty Fortuny, Anton Davidyants, Vula Malinga (PB Underground), Brendan Reilly, Nicolas Vicaro, D-Tale, Gino Banks, Callum Au, Hadrien Feraud, Derrick Mckenzie (Jamiroquai), Nils Lundgren, Marshall Gilkes, Barabás Lőrinc, Palya Bea, Saiid, Harcsa Veronika, Jesse Tyre Karp, Sena Dagadu, Karácsony János (LGT), Solti János (LGT), Falusi Mariann, Budapest Jazz Orchestra, Studio 11, Binder Károly, Borbély Mihály, Dés László, Király Viktor, Király Linda, Punnany Massif.